# 息吹 (古家学のアルバム)
『息吹』（いぶき）は、シンガーソングライター古家学のオリジナル・アルバムである。

## 収録曲
1. 茶粥
2. 白いバナナ
3. FUNK WAKAYAMA（Re:Yhoo! You're! Yhoo!）
4. 八咫烏 ROCK
5. 松明
6. 息吹〜高野から熊野へ〜